# Confrontation
A Confrontation a Bob Marley & the Wailers albuma, amelyet 2 évvel  Marley halála után, 1983-ban adtak ki. Műfaja roots reggae, a lemez leghíresebb száma a Buffalo Soldier.

## Számok
A számok a megjelöltek kivételével Bob Marley szerzeményei.

### A oldal
1. „Chant Down Babylon”
2. „Buffalo Soldier” (Bob Marley/Noel G. „King Sporty” Williams)
3. „Jump Nyabinghi”
4. „Mix Up, Mix Up”
5. „Give Thanks And Praise”

### B oldal
1. „Blackman Redemption” (Bob Marley/Lee Perry)
2. „Trench Town”
3. „Stiff Necked Fools”
4. „I Know”
5. „Rastaman Live Up!” (Bob Marley/Lee Perry)